# Виноградов, Михаил Александрович
Михаи́л Алекса́ндрович Виногра́дов (8 (20) ноября 1809, село Заборовские Гаи, Рязанская губерния — 30 января (11 февраля) 1888, Рязань) — священник Русской православной церкви, русский композитор, протоиерей города Рязани.
Организатор и Регент Рязанского архиерейского хора, автор множества духовно-музыкальных сочинений.

## Биография
Михаил Виноградов родился в селе Заборовские Гаи (Спасское) Ряжского уезда Рязанской губернии в семье священника Александра Павловича (Виноградова). Отец Александр служил в церкви села Заборово, родового имения Скобелевых. Впоследствии Иван Никитич Скобелев был посаженным отцом при бракосочетании Михаила Виноградова.
С 1819 года по 1827 год Михаил был певчим архиерейского хора при архиепископе Рязанском и Зарайском Сергии (Крылове-Платонове) и святителе Филарете (Амфитеатрове). Достаточно быстро Михаил стал помощником регента. Обучался в Рязанской, а затем в Тверской духовной семинарии, которую окончил с аттестатом регента 2-го разряда.
По окончании семинарии с 1827 года по 1834 год был регентом архиерейского хора при архиепископах Рязанских: святителе Филарете (Амфитеатрове) и Григории (Постникове). С 1834 года был регентом того же хора при рязанских архиереях: Евгении (Казанцеве), святителе Гаврииле (Городкове), Смарагде (Крыжановском), Иринархе (Попове).
Часто находясь по обязанностям службы в Санкт-Петербурге где встречался с митрополитом Григорием (Постниковым), который не один раз настойчиво предлагал ему должность регента архиерейского хора в Петербурге. Там же познакомился с протоиереем Турчаниновым и А. Ф. Львовым, с которым впоследствии был в особенно близких отношениях. Знакомство это отразилось на переложениях и собственных сочинениях Виноградова, которые находились под сильным влиянием духовно-музыкального творчества Львова.
8 ноября 1834 года архиепископом Евгением (Казанцевым) рукоположен в чин диакона Рязанского кафедрального собора. 31 мая 1843 года святителем Гавриилом (Городковым) хиротонисан во священника к рязанской Благовещенской церкви. 16 января 1845 года переведен в Борисо-Глебский храм города Рязани. Кроме того, в течение 12 лет с 1845 по 1857 год находился на должности священника при церкви Рязанского Тюремного замка. В 1869 г. о. Михаил был назначен ключарём в кафедральный Христорождественский собор. В следующем году был переведён в Екатерининский храм г. Рязани, в котором прослужил до своей смерти. Так же на него возложили послушание духовника Рязанского благочиния.
С 1876 по 1879 годы — член Попечительства о бедных духовного звания.
23 апреля 1878 года получил сан протоиерея.

14 июля 1881 года определением Святейший Синод вынес постановление: «Переложенныя на ноты протоиереемъ Екатерининской церкви города Рязани Михаиломъ Виноградовымъ и одобренныя директоромъ придворной певческой капеллы следующия духовныя песнопения: „Херувимская песнь“ три номера, „Творяй ангелы…“, „Радуйтеся, праведные…“, „Во всю землю изыде…“, „Хвалите имя Господне…“, „О Тебе радуется…“, „Благословенъ грядый…“, „Духъ твой благий…“, „Явися благодать Божия…“ и „Зряще мя безгласна…“ разрешить къ употреблению при церковныхъ богослуженияхъ».

В декабре 1887 года протоиерей Михаил Виноградов был по собственному прошению уволен за штат. Скончался 30 января (11 февраля) 1888 в 4 часа 40 минут в Рязани. Похоронен на Лазаревском кладбище города Рязани. На могиле был сооружен памятник из белого мрамора с датой его кончины и надписью «Пою Богу моему, дондеже есмь». В настоящее время памятник и надгробия реконструированы.

…В Рязани скончался заштатный протоиерей Михаил Александрович Виноградов на 79 году своей жизни. Покойный о. протоиерей был не из ряда обыкновенных священнослужителей: он имел такого рода дарования, коими природа наделяет не каждого и которые сделали его известность не только в пределах Рязанской епархии, но и далеко за пределами её; он был отличный знаток церковного пения, искуснейший заправитель певческих хоров и один из даровитых церковных композиторов.

Был женат на Екатерине Павловне (в девичестве Благовещенская)(1816—1861). Жена по матери грузинка (из господ). Имел пятерых детей: Ольга, Мария, Александр (1849—1920), Василий (1852-?), Павел(1855—1919).
Талант, дарования и голос Михаила Александровича унаследовал его правнук — солист Большого театра
Николай Николаевич Озеров и праправнук — известный спортивный комментатор, народный артист РСФСР — Николай Озеров.

## Награды
- Орден Святой Анны 3-й степени, 1873 год
- Сан Протоиерея, 1878 год
- Орден Святой Анны 2-й степени, 1883 год
- Орден Святого Владимира 4-й степени, 1888 год

## Память
12 февраля 2007 года в Рязани по благословению Высокопреосвященного Павла, архиепископа Рязанского и Касимовского, при содействии Правительства и Думы Рязанской области состоялся I Фестиваль православной духовной музыки, посвященный памяти композитора протоиерея Михаила Виноградова. Организатор Фестиваля — Духовно-просветительский центр святителя Василия Рязанского. Фестиваль стал ежегодным.

## Произведения
Михаилу Виноградову принадлежат 37 духовно-музыкальных произведений, в том числе 11 переложений: 8 догматиков знаменного распева, стихира — «Богоначальным мановением» осьмогласная; «О Тебе радуется» греческого распева, стихира на Введение.

### Наиболее известные сочинения
- «Милость мира»
- «Тебе поем»,
- «Херувимские»: D-dur и E-moll «Взбранной воеводе»
- «Хвалите имя Господне»,

### Причастные стихи
- «Радуйтеся праведнии»,
- «Во всю землю»,
- «В память вечную»,
- «Знаменася на нас»,
- «Явися благодать»,
- «Творяй ангелы»,
- «Блажени, яже избрал»,
- «Тело Христово приимите»,
- «Да исправится молитва моя»,
- «Ныне силы небесные»,
- «Тебе одеющегося светом».